# Yvette Freeman
Yvette Freeman (Wilmington, 1º ottobre 1957) è un'attrice statunitense.

## Biografia
Yvette Freeman, una dei sette figli del pianista jazz Charles Freeman, sceglie fin da giovane il teatro come sua passione. È sposata con il pianista jazz Lanny Hartley, direttore musicale di Dina era.
Poco dopo la laurea presso l'Università del Delaware, con specializzazione in arte e teatro, esordisce nel musical di Broadway Ain't Misbehavin'. Seguono Elegie per Punks Angelo e Raging Queens, Nunsense (Boston), Queenie in Show Boat (St. Louis), la produzione di Sacramento Best Little bel casino del Texas, come Jewel, e come Bernice in membro del matrimonio (Portland).
In televisione, Freeman ha recitato come personaggio ricorrente interpretando l'infermiera Haleh Adams nella serie tv della NBC E.R. - Medici in prima linea. Inoltre è stata guest star in numerose serie tra cui The Tick, Così è la vita, Boston Public, Giudice Amy, NYPD Blue.
Il suo esordio cinematografico risale al 1991 nel film Nei panni di una bionda. Come regista ha diretto tre pellicole.

## Premi e riconoscimenti
Nel 1996, a Los Angeles, ha ottenuto il premio come "migliore attrice in un musical", dal NAACP, Ovation Awards, e LA Weekly.
Nel 2004 Yvette Freeman ha vinto il secondo premio Ovation e NAACP Award per la sua interpretazione nella commedia "Dina era" basata sulla vita del leggendario cantante jazz Dinah Washington, e ha vinto un Obie Yvette al Teatro Gramercy, off-Broadway.

## Filmografia

### Cinema
- Nei panni di una bionda (Switch), regia di Blake Edwards (1991)
- L'altro delitto (Dead Again), regia di Kenneth Branagh (1991)
- Grano rosso sangue 3 (Children of the Corn III: Urban Harvest), regia di James D.R. Hickox (1995)
- Angus, regia di Patrick Read Johnson (1995)
- Le avventure di Pollicino e Pollicina (The Adventures of Tom Thumb & Thumbelina), regia di Glenn Chaika (2002) – voce
- Hung-Up, regia di Roderick Giles – cortometraggio (2002)
- Remember, regia di Yvette Freeman – cortometraggio (2003)
- Planting Melvin, regia di Kari Nevil (2005)
- The Revenant, regia di D. Kerry Prior (2009)
- Five Star Day, regia di Danny Buday (2010)
- Hope, regia di J.P. Epstein - cortometraggio (2011)
- Adorabile nemica (The Last Word), regia di Mark Pellington (2017)
- Blindfire, regia di Michael Nell (2020)
- Il nido dello storno (The Starling), regia di Theodore Melfi (2021)

### Televisione
- Alien Nation – serie TV, episodio 1x20 (1990)
- Ann Jillian – serie TV, episodio 1x10 (1990)
- Dragnet – serie TV, episodio 2x22 (1990)
- Doctor Doctor – serie TV, episodio 3x11 (1990)
- Over My Dead Body – serie TV, episodio 1x08 (1990)
- E giustizia per tutti (Equal Justice) – serie TV, episodio 2x03 (1991)
- I racconti della cripta (Tales from the Crypt) – serie TV, episodio 3x03 (1991)
- Una bionda per papà (Step by Step) – serie TV, episodio 1x07 (1991)
- California (Knots Landing) – serie TV, episodio 14x06 (1992)
- Just My Imagination, regia di Jonathan Sanger – film TV (1992)
- Down the Shore – serie TV, episodi 1x13-2x14 (1992-1993)
- Camp Wilder – serie TV, episodio 1x13 (1993)
- Una famiglia come le altre (Life Goes On) – serie TV, episodi 4x15-4x16 (1993)
- Sisters – serie TV, episodio 4x05 (1993)
- Mr. Cooper (Hangin' with Mr. Cooper) – serie TV, episodio 2x19 (1994)
- L.A. Law - Avvocati a Los Angeles (L.A. Law) – serie TV, episodio 8x22 (1994)
- E.R. - Medici in prima linea (ER) – serie TV, 184 episodi (1994-2009)
- Norma Jean & Marilyn, regia di Tim Fywell – film TV (1996)
- Living Single – serie TV, episodio 4x01 (1996)
- NYPD - New York Police Department (NYPD Blue) – serie TV, episodio 4x13 (1996)
- Giudice Amy (Judging Amy) – serie TV, episodio 2x06 (2000)
- Boston Public – serie TV, episodi 1x08-1x11 (2000-2001)
- The Tick – serie TV, episodio 1x04 (2001)
- Così è la vita (That's Life) – serie TV, episodio 1x19 (2001)
- Saving Grace – serie TV, episodio 1x11 (2007)
- Il tempo della nostra vita (Days of Our Lives) – serial TV, 9 puntate (2008-2010)
- Beautiful (The Bold and the Beautiful) – serial TV, 20 puntate (2009-2011)
- Pretty Little Liars – serie TV, episodio 1x09 (2010)
- CSI - Scena del crimine (CSI: Crime Scene Investigation) – serie TV, episodio 15x06 (2014)
- Orange Is the New Black – serie TV, 9 episodi (2014-2015)
- Storie incredibili (Amazing Stories) – serie TV, episodio 1x02 (2020)
- Will Trent – serie TV, episodio 1x09 (2023)

## Doppiatrici italiane
Nelle versioni in italiano delle opere in cui ha recitato, Yvette Freeman è stata doppiata da:
- Anna Melato in E.R. - Medici in prima linea (serie TV)
- Rita Savagnone in CSI - Scena del crimine
- Mirta Pepe ne Il nido dello storno
- Giovanna Martinuzzi in Will Trent

Da doppiatrice è stata sostituita da:
- Patrizia Salmoiraghi in E.R. - Medici in prima linea (videogiochi)